# Джеки Чан
Джеки Чан е китайски актьор, режисьор, продуцент, сценарист, специалист по бойни изкуства, певец и каскадьор. Истинското му име е Чан Кун-сан (пинин: Chan Kong-sang).
В своите филми е известен с акробатичен боен стил, придружен с комични елементи, използване на подръчни оръжия и новаторски каскади. Той започва кариерата си през 70-те години на 20 век и оттогава участва в повече от 150 филма. Отличен е със звезда на Алеята на славата в Холивуд.
Джеки Чан издава няколко музикални албума и е автор на някои от песните към филмите, в които участва. В най-добрата си форма Чан е висок 174 см. 

## Биография
Роден е на 7 април 1954 г. в семейството на Лий-Лий и Чарлз Чан. Китайското му име е Чан Кун-сан, което означава „роден в Хонг Конг“. Преди да вземе западното име Джаки той бива познат под различни други прякори.
Тъй като бил тежко бебе, майка му дала прякора „Пао Пао“. Когато учил в Оперното училище (заедно със Само Хънг и Иъйн Биао) бил известен като Иъйн Ло в знак на уважение на своя учител Уй Джим-Иъйн.
В ранната си кариера на каскадьор и актьор е известен, като Чен Иъйнг Лънг (или Чен Иъйн Лънг).
Името му фигурира сред участниците в масовката от филма „Яростен юмрук“ (1972) с участието на легендарния Брус Ли. След като овладява отлично кунг-фу, акробатика, пластика и сценично поведение в средата на 70-те години на миналия век, Джеки Чан започва да се снима в централни роли и дори сам да режисира сложните трикови сцени във филмите, в които участва: „В лапите на смъртта“, „Шаолинци“ (1976), „Изкуството на Шао Лин: техниката на змията и жерава“, „Змия в сянката на орела“ и др. Интресното е, че Джеки Чан смело се отказва да подражава на екранните образи на Брус Ли, за да започне още в началото на невероятната си кариера да изгражда имиджа на своя герой – рицаря на кунг-фу, комичния образ, добродушния, но храбър боец, проявяващ неподражаемо техническо умение и находчивост в христоматийни филми, като „Пияният майстор“ (1979), „Голямата схватка“ (1980) и др. През 80-те и 90-те години на 20 век все по-често се изявява и като режисьор и сценарист на своите ленти, сред които най-известни са „Проект „А““ (1983), „Полицейска история“ (1985), „Доспехите на бога“ 1, 2 (1986, 1991) и др.
Отличителен белег за творчеството на Джеки Чан е неговото успешно преобразяване от виртуозен каскадьор в своеобразен култов актьор на кунг-фу киното. Неговото чувство за хумор, умението да работи с партньорите и със сценичния реквизит „Полицейска история-4“ (1993), „Сблъсък в Бронкс“ (1995) дават основание на критиката дори да започне да го нарича „съвременният Бъстър Китън“.
През последните години Джеки Чан прави успешна кариера и в Холивуд, но филмите му все по-малко се отличават от конфекцията, създавана там. От този период са заглавията „Гори, Холивуд, гори“ (1997), „Час пик“ (1998), „Шанхайско слънце“ (2000), „Шанхайски рицари“ (2003) и др.
Джеки Чан е през 2003 г. за няколко седмици в Берлин по повод снимките за филма „Обиколка на света за 80 дни“. Тогава той се влюбва в берлинските мечки и се ангажира за провеждането на изложбата на Обществото на United Buddy Bears през 2004 г. в Хонконг, Виктория-парк. При откриването на изложбата Джеки Чан връчва на УНИЦЕФ и на две други детски организации чекове на стойност от общо 4,14 милиона хонконгски долара. След Хонконг изложбата обикаля много големи градове на всички континенти.
Женен е за Фен Джао Лин и има син на 21 г. От връзката си с бившата Мис Азия Илейн Енг има дъщеря.           

## Частична филмография
- () Час пик 4
- (2023) Hidden Strike
- (2023) Кунг-фу жребец
- (2020) АВАНГАРД
- (2017) Namiya
- (2017) Bleeding Steel
- (2017) Чужденецът
- (2017) Kung-Fu Yoga
- (2016) Railroad Tigers
- (2016) Дим да ни няма ('Skiptrace)
- (2012) Китайски зодиак
- (2011) 1911
- (2011) Кунг-фу панда 2-Маймуната (глас)
- (2011) Шаолин
- (2010) Карате Кид
- (2010) Малък голям войник
- (2010) Агент под прикритие
- (2009) Основаването на Републиката
- (2009) В търсене на Джаки
- (2009) Произшествие в Шинджуку
- (2008) Кунг-фу панда-Маймуната (глас)
- (2008) Забраненото кралство
- (2007) Час Пик 3
- (2006) Ограбеният крадец
- (2005) Мит
- (2004) Нова Полицейска История
- (2004) Острието на розата
- (2004) Фениксът влиза /епизодична роля/
- (2003) Около света за 80 дни
- (2003) Шанхайски рицари
- (2003) Медальонът
- (2003) Ефектът на близнаците
- (2002) Смокинг
- (2001) Шпионин по неволя
- (2001) Час Пик 2
- (2000) Шанхайско слънце
- (1999) Супер!
- (1999) Час Пик
- (1998) Кой съм аз?
- (1997) Гори, Холивуд, гори
- (1997) Мистър добро момче
- (1996) Полицейска история 4: Първият удар
- (1995) Мълния
- (1994) Легендата за пияния майстор
- (1994) Сблъсък в Бронкс
- (1993) Криминална история
- (1993) Градския ловец
- (1992) Полицейска история 3: Суперченгето
- (1991) Двата дракона /Дракони близнаци, Двоен дракон/
- (1991) Затворникът /Островът на огъня/
- (1990) Доспехите на бога 2: Операция Кондор
- (1989) Чудеса: Мр. Кантон и лейди Роуз
- (1988) Полицейска история 2
- (1987) Дракони Завинаги
- (1987) Проект „А“ 2 /Проект „Б“/
- (1986) Доспехите на бога
- (1985) Полицейска история
- (1985) Сърце на дракон /Първа мисия/
- (1985) Защитникът
- (1985) Блещукайте, блещукайте щастливи звезди
- (1985) Моите щастливи звезди
- (1984) Закуска на колела
- (1984) Проект „А“
- (1983) Рали „Кенънбол“ 2
- (1983) Победители и грешници
- (1982) Фантастична мисия
- (1982) Господарят на дракона
- (1980) Рали „Кенънбол“
- (1980) Стара вражда
- (1980) Младият майстор
- (1980) Безстрашната Хиена 2
- (1979) Безстрашната Хиена
- (1979) Шаолин /Железният пръст/
- (1978) Змията в сянката на орела
- (1978) Пияният майстор
- (1978) Юмрукът на дракона
- (1978) Духовно кунгфу
- (1978) Великолепните телохранители
- (1978) Малко кунг-фу не вреди /Каратебомбер/
- (1978) Змията и жерава от Шаолин
- (1977) 36 Луди Юмрука (епизодична роля)
- (1977) Убийство с измама
- (1977) Убийствените метеори
- (1976) Дървения човек от Шаолин
- (1976) Новият юмрук на яростта
- (1976) Ръката на смъртта
- (1975) Всички в семейството
- (1973) Без страх от смъртта /Юмрук в орлова сянка/
- (1971) Героинята /Полицайката, Кунг Фу момиче/
- (1971) Малкият тигър на Кантон

## Дискография
В Хонг конг и по цяла Азия Джеки Чан е популярен певец. Започва професионално да записва през 1980 г. Пее на много езици, включително и на японски, английски, кантонски. Той изпълнява главните песни на повечето си филми, но когато излизат в Британия и Америка, оригиналният саундтрак бива заменен.

## Музикални клипове
- Supercop Саундтрак:

- What's Love Got To Do With It (Уорън Джи с участието на Адина Хауорд и малка поява на Джеки Чан)

- Китайски саундтрак на Мулан:

- A Man Out Of You

- The Myth (Мит) Саундтрак:

- Endless Love